# Róka-hegyi Táró 2. sz. barlangja
A Róka-hegyi Táró 2. sz. barlangja a Duna–Ipoly Nemzeti Parkban lévő Budai Tájvédelmi Körzetben, Budapest III. kerületében található egyik barlang.

## Leírás
A Pilis hegység egyik legdélkeletibb hegyének, a Róka-hegynek egyik, már nem művelt kőfejtőjében, természetvédelmi területen, sziklafal aljában található mesterséges táróból, amely vasráccsal van lezárva, nyílik a barlang bejárata. A kőfejtő DK-i oldalában van a táró. A táró bal oldalán elhelyezkedő, kb. 2 m magasan nyíló barlangbejárathoz eljutni tehát csak a vasrács nyílásain keresztülbújva lehet, de ezt csak vékony testalkatúak tehetik meg.
A barlang triász mészkőben jött létre. Tulajdonképpen egy hasadékbarlang. Sok borsókő van benne. Az engedély nélkül megtekinthető barlang bejárásához barlangjáró alapfelszerelés szükséges.
A barlang térképlapja szerint a barlang másik neve Táró 2. sz.-barlang (Sásdi 1997).

## Kutatástörténet
A barlang kőbányászat következtében tárult fel. Az 1973-ban napvilágot látott Budapest lexikonban meg van említve, hogy a Róka-hegy tetején és oldalain működő vagy félbehagyott kőfejtők mélyedéseiből két kis (hévizes eredetű) akna, illetve néhány kis mesterséges üreg nyílik. Az 1984-ben kiadott, Magyarország barlangjai című könyv országos barlanglistájában nem szerepel a barlang neve. A barlangot 1997. március 22-én Sásdi László és Kovács Richárd mérték fel, majd Sásdi László a felmérés alapján megszerkesztette a barlang alaprajz térképét, hosszmetszet térképét és keresztmetszet térképét. A három térképen 1:100 méretarányban van bemutatva a barlang. Az alaprajz térképen látható a hosszmetszet és a keresztmetszet elhelyezkedése a barlangban.